# Perspektivenwerkstatt
Perspektivenwerkstätten sind partizipationsbasierte und konsensorientierte Planungsverfahren zur integrativen Stadtentwicklung – vom grundstückbezogenen Entwurf bis hin zu Masterplanung ganzer Stadtteile.
Die Methode „Perspektivenwerkstatt“ wurde 1995 erstmals vom Kommunikationswissenschaftler und Moderator Andreas von Zadow in Deutschland eingeführt. Die Methode geht zurück auf verschiedene Planungsansätze, die im englischsprachigen Raum unter dem Namen „Community Planning“ praktiziert werden und erstmals 1967 in den USA als „Urban Design Assistance Team“ angewendet wurden. Im deutschsprachigen Raum wird das Verfahren der Perspektivenwerkstatt in verschiedensten Handbüchern und fachwissenschaftlichen Methodenvergleichen aufgeführt.

## Konzept
Auswärtige Moderatoren und Planer, die von der Idee her „unabhängig“ sein sollen, steuern einen auf Konsens orientierten Verständigungsprozess zwischen unterschiedlichsten Interessengruppen, die gegensätzliche Entwicklungsziele anstreben, – seien es Bürger, Planer, Investoren, Politiker, Behörden, öffentliche Träger, Verbände und Vereine. Oft wird das Verfahren angewandt, wenn erhebliche Konflikte bestehen und dies über lange Zeiträume. Durch intensive Vorgespräche und Vorbereitungsschritte wird eine Kommunikationsbasis zu den auswärtigen Moderatoren aufgebaut, bevor die verschiedene Interessengruppen öffentlich in der Perspektivenwerkstatt zusammenwirken, die Ausgangssituation erörtern, ihre Positionen austauschen und schließlich Lösungsvorschläge entwerfen. Das Verfahren kann bis zu mehrere hundert Teilnehmer in Arbeitsgruppen, Geländebesichtigungen, Planungstischen und Plenen einbeziehen.
Besonderes Merkmal des Verfahrens ist es, dass das auswärtige, interdisziplinäre Team unmittelbar nach den öffentlichen Veranstaltungstagen vor Ort versucht, die verschiedenen Lösungsansätze in Form einer Synthese zu verdichten, fachlich weiter auszuarbeiten und auf dieser Grundlage eine „integrierte Vision“ für das Gebiet aus städtebaulicher, sozialer und wirtschaftlicher Sicht darzustellen. Das Ergebnis wird vom auswärtigen Team verantwortet, wenige Tage nach der Perspektivenwerkstatt öffentlich präsentiert und erst danach in die üblichen Abstimmungsverfahren von Verwaltung, Politik oder Unternehmen eingespeist. Ein auf Beteiligung ausgerichtetes Kommunikationsverfahren wird dadurch direkt mit den Kompetenzen einer Fachplanung verknüpft. Die sonst üblicherweise praktizierte und heftig kritisierte Zweiteilung von Planung und Beteiligung kann so überwunden werden.
Die extrem kurze Bearbeitungszeit des Verfahrens bewirkt auf emotionaler Ebene eine Aufbruchstimmung, gerade wenn es vorher durch große Konflikte zu Stillstand gekommen war. Durch diesen Stimmungsumschwung kann es gelingen, Konfrontationen zu überwinden, die Umsetzung zu erleichtern, zu beschleunigen und Kooperationen zu fördern. In diesem Sinne sehen einige das Perspektivenwerkstatt-Verfahren als praktischen Beitrag zu einer neuen Planungskultur, weil damit ein dritter Weg gesucht wird: nicht „top down“, nicht „bottom up“, sondern „integral win win“. Die Methode ist ein auf Bürgerdialog ausgerichtetes Verfahren, welches für Standortfragen, im Siedlungsbau, bei Konversionsprojekten bis hin zur Objektplanung von Stadtplätzen, Baulücken oder Industriedenkmalen, bei der Verkehrsplanung genauso wie für umfassende Neuorientierungen im Sinne einer nachhaltigen Stadtentwicklung Impulse liefern kann.

## Auszeichnungen
1999 wurde die Methode 'Perspektivenwerkstatt' mit dem 1. Preis des jährlichen Innovationspreises der Frankfurter Allgemeinen Zeitung gemeinsam mit dem Magazin Immobilienmanager ausgezeichnet. 1999 erhielt die Perspektivenwerkstatt „Essen Berliner Platz“ den Robert-Jungk-Preis.